# レッド・グリーン
レッドヴァース・クリストファー・"レッド"・グリーン(英語: Redvers Christopher "Red" Green、1899年12月12日 - 1966年7月25日)は、カナダ連邦オンタリオ州サドバリー出身のプロアイスホッケー選手。ポジションはレフトウインガー。
NHLで6シーズンの間ハミルトン・タイガース、ニューヨーク・アメリカンズ、ボストン・ブルーインズでプレーした。ボストン・ブルーインズ時代には1929年にスタンレー・カップで優勝した。